# Erebus gemmoides
Erebus gemmoides là một loài bướm đêm trong họ Erebidae.